# Dennis Deletant

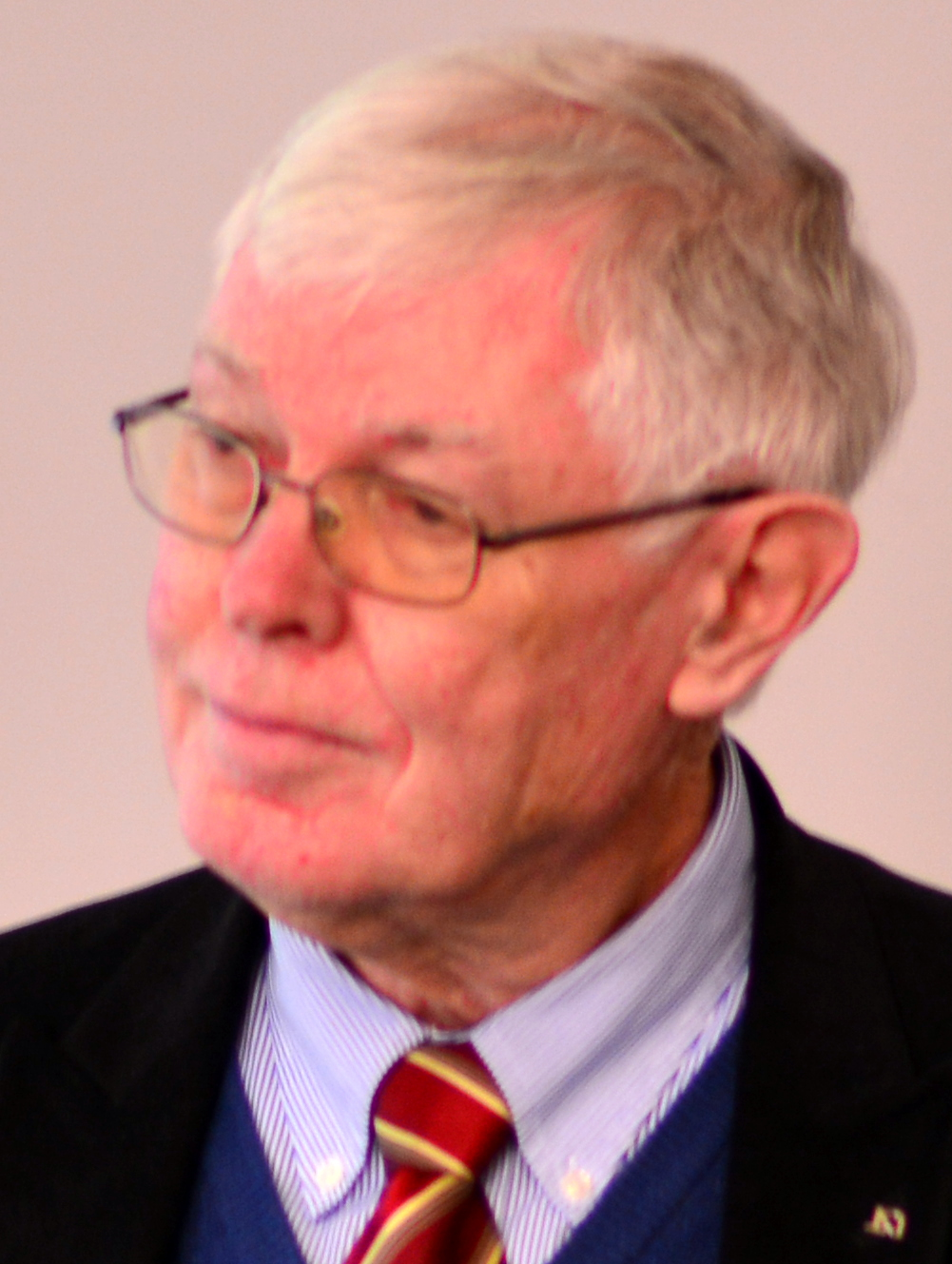
Dennis Deletant, 2019

Dennis John Deletant (* 5. März 1946) ist ein britischer Historiker und Rumänist. Er ist emeritierter Professor der Romanian Studies an der UCL School of Slavonic and East European Studies und hat auch an der Georgetown University und der Universität von Amsterdam gelehrt. Deletant ist vor allem für Veröffentlichungen über die rumänische Geschichte im 20. Jahrhundert bekannt.

## Leben und Werk
Deletant studierte an der School of Slavonic and East European Studies (SSEEA) der Universität London und am University College London (UCL) Rumänistik und Latein und schloss 1968 mit einem Bachelor-Grad ab. 1969 erhielt er ein neunmonatiges Postgraduiertenstipendium des British Council und wurde im selben Jahr zum Assistant Lecturer für Rumänische Sprache und Literatur an der SSEEA ernannt. 1972 stieg er zum Lecturer auf. Mit einer Textanalyse des in rumänischer und kirchenslawischer Sprache verfassten Ieud-Manuskripts aus dem 17. Jahrhundert wurde er 1976 an der Universität London zum Ph.D. promoviert. 1988 wurde er zum Senior Lecturer, 1993 zum Reader und 1996 zum ordentlichen Professor für Romanian Studies an der SSEEA ernannt. 1980–1984 und 1996–2000 leitete er die Abteilung für osteuropäische Sprachen der SSEEA, die 1999 mit dem University College London fusionierte.
Er reiste häufig nach Rumänien; dort wurde er 1988 wegen seiner Veröffentlichungen über das Regime von Nicolae Ceaușescu in der britischen Presse und im britischen Rundfunk zu einer Persona non grata erklärt. Nach der Rumänischen Revolution war Deletant 1990 an der Organisation des British Book Appeal für die Biblioteca Centrală Universitară din București beteiligt. Durch diesen Aufruf wurden zwischen Januar und April 1990 400.000 Buchbände bereitgestellt. Von 1990 bis 1999 war er als Experte für rumänische und moldawische Angelegenheiten leitendes Mitglied des von der britischen Regierung ins Leben gerufenen Sachverständigenrats Know-How Fund. Für seine Dienste erhielt er 1995 die Auszeichnung Officer of the Order of the British Empire.
Deletant war ebenso als Beobachter der rumänischen Parlaments – und Präsidentschaftswahlen im Mai 1990 und September 1991 tätig, außerdem beobachtete er die Kommunalwahlen im Februar 1992, und erneut die Parlamentswahlen im November 1996 und Präsidentschaftswahlen im November 2000. 1991–1994 beriet er das Komitee für Auslandsbeziehungen des Moldawische Parlaments und fungierte als unabhängiger Beobachter während der Moldawischen Parlamentswahlen im Februar 1994 und im März 1998.
Zwischen 2000 und 2001 arbeitete Deletant als Rosenzweig Family Fellow an der Studie Schicksal der Juden in Transnistrien am Center for Advanced Holocaust Studies, United States Holocaust Memorial Museum. Von 2004 bis 2005 war er als Senior Scholar an dem vom Woodrow Wilson International Center for Scholars in Washington, D.C. finanzierten Cold War International History Project (CWIHP) beteiligt.
Deletant wurde von 2003 bis 2009 von der UCL School of Slavonic and East European Studies als Professor für Rumänistik an die Universität von Amsterdam abgeordnet. Nach seiner Emeritierung in London 2011 lehrte er bis 2020 als Gastprofessor für Romanian Studies an der School of Foreign Service der Georgetown University.

## Publikationen (Auswahl)
Deletants Publikationen gehören zu den Standardwerken über die Geschichte Rumäniens:
- Romania under Communist Rule. Center for Romanian Studies in Zusammenarbeit mit der Civic Academy Foundation, 1999, ISBN 973-98392-8-2, S. 203. (englisch)
- Ceausescu and the Securitate: Coercion and Dissent in Romania, 1965–1989. M.E. Sharpe, 1995, ISBN 1-56324-633-3, S. 424. (englisch)
- Communist Terror in Romania: Gheorghiu-Dej and the Police State, 1948–65. C. Hurst & Co. Publishers, 1999, ISBN 1-85065-386-0, S. 351. (englisch)
- New Evidence on Romania and the Warsaw Pact, 1955–1989. (englisch) (CWIHP e-dossier #6, veröffentlicht als CD-ROM für die Konferenz Romania and the Warsaw Pact, gefördert von der CWIHP in Bukarest, Oktober 2002)
- Security Intelligence Services in New Democracies: The Czech Republic, Slovakia and Romania. mit Kieran Williams, Studies in Russian and East European History and Society, Palgrove, 2001, ISBN 0-333-71372-9, S. 291.
- Hitler's Forgotten Ally: Ion Antonescu and His Regime, Romania 1940–1944. Palgrave MacMillan, Basingstoke 2006, ISBN 1-4039-9341-6, S. 379. (englisch)
- Verschiedene Lehrbücher zur Rumänischen Sprache wie „Teach Yourself – Get Started in Romanian“ (deutsch  Rumänisch für autodidaktische Anfänger) oder „Romanian: An Essential Grammar“